# 白線四斑波尺蛾
白線四斑波尺蛾（学名：Heterophleps variegata），又名白线四斑波尺蛾，是尺蛾科異翅尺蛾屬的蛾類，亦為臺灣特有種，模式產地位於阿里山。